# Marc De Hous
Marc De Hous (Antwerpen, 17 juni 1966) is een Belgisch tennistrainer. Hij is een coach in het internationale tenniscircuit.
De Hous is geboren te Antwerpen, waar hij op 8-jarige leeftijd z’n eerste stappen op de tennisbaan zette onder hoede van z’n vader Paul sr. Na een beloftevolle nationale tenniscarrière, ontdekte hij al gauw zijn voorkeur voor het lesgeven en het trainerschap. Hij behaalde de diploma’s van Regent Lichamelijke Opvoeding en Trainer A Tennis en startte zijn loopbaan als trainer aan tennisclub Den Brandt in Wilrijk, waar ook Els Callens lid is en traint.
Hij werkte nog enkele jaren in het onderwijs als leraar L.O., maar werd in 1996 aangetrokken als trainer bij de Vlaamse Tennisschool (V.T.V.), waar hij werkte met onder anderen Elke Clijsters en andere beloftevolle jongeren. Daar werd hij ook opgemerkt door de entourage van Kim Clijsters. In 2002 startte zijn loopbaan als coach van Kim en slechts enkele maanden later behaalde Clijsters haar eerste Masters-titel. Het was de voorbode van een zeer succesvolle samenwerking: Clijsters werd zowel nummer 1 op de WTA-ranking in het enkel- als het dubbelspel, behaalde een tweede Masters-titel, twee grandslamtitels in het dubbel (Roland Garros en Wimbledon) en kon, na een moeilijk jaar geteisterd door kwetsuren, in 2005 haar eerste grandslamtitel in het enkel behalen op de US Open te New York.
In de week na haar overwinning besloot Marc De Hous andere uitdagingen aan te gaan. Sindsdien begeleidt hij Kirsten Flipkens, die eveneens tot de Belgische tennistop behoort, en staan enkele talentvolle jongeren onder zijn hoede.
De Hous is tevens tennisverslaggever bij televisie-uitzendingen voor Telenet PlaySports en Eurosport.
Hij heeft twee dochters, Marie-Lynn (2007) en Amélie (2009), die beiden tennissen.